# 亨德里克斯 (伊利諾伊州)
亨德里克斯（英語：Hendrix）是位於美國伊利諾伊州麥克萊恩縣的一個非建制地區。該地的面積和人口皆未知。

## 地理
亨德里克斯的座標為40°25′10″N 88°58′40″W / 40.41944°N 88.97778°W，而該地的平均海拔高度為241米（即791英尺）。